# Escuela Nacional de Experimentación y Realización Cinematográfica
La Escuela Nacional de Experimentación y Realización Cinematográfica (ENERC), dependiente del Instituto Nacional de Cine y Artes Audiovisuales (INCAA), es una institución pública y estatal argentina centrada íntegramente en la formación cinematográfica. Actualmente ofrece ocho carreras terciarias: Producción, Guion, Realización (dirección), Montaje, Sonido, Fotografía, Arte y Animación divididas en varias sedes a lo largo del país (CABA, NOA, NEA, CUYO, Mar del Plata, Rosario y Comodoro Rivadavia).
Busca formar profesionales de calidad en el ámbito audiovisual. Para ello, no solo cuenta con una reconocida planta docente, sino también con un riguroso proceso de selección de los alumnos mediante exámenes y entrevistas, y un régimen de cursada caracterizado por una relación personalizada entre docente y alumno. Admite solo diez ingresantes por año en cada carrera. El hecho de que sus carreras sean no aranceladas permite que el ingreso sea por mérito y no ligado a la posición económica del postulante. Brinda igualdad de condiciones, de materiales y de equipamiento para todos los estudiantes.
La ENERC ofrece, además, numerosos cursos breves sobre temas específicos de la actividad audiovisual, orientados a la comunidad, a graduados de carreras audiovisuales y a profesionales del sector audiovisual.
Paralelamente, la Escuela realiza con frecuencia clases magistrales de cineastas o actores invitados, incluyendo figuras como Francis Ford Coppola, Walter Murch, Agnès Jaoui, Leonardo Sbaraglia, Dan Katcher, Chris Munro, Adolfo Aristarain, Eugenio Caballero, Mark Berger, John Landis y Maria de Medeiros,
Entre los graduados de la ENERC se destacan Fabián Bielinsky, Ana Piterbarg, Lucía Puenzo, Hernán Goldfrid, María Alché, Julia Solomonoff, Sandra Gugliotta, Fernando Salem, Pablo Rovito, Juan Bautista Stagnaro, Beda Docampo Feijoo, Fernando Martín Peña, Gretel Suárez, Gastón Rothschild, Lucrecia Martel, y la ganadora del Óscar Vanessa Ragone.